# Chetpet
Chetpet es una ciudad y nagar Panchayat situada en el distrito de Tiruvannamalai en el estado de Tamil Nadu (India). Su población es de 19827 habitantes (2011). Se encuentra a 44 km de Tiruvannamalai y a 61 km de Vellore.

## Demografía
Según el censo de 2011 la población de Chetpet era de 19827 habitantes, de los cuales 9772 eran hombres y 10055 eran mujeres. Chetpet tiene una tasa media de alfabetización del 83,43%, superior a la media estatal del 80,09%: la alfabetización masculina es del 90,41%, y la alfabetización femenina del 76,72%.